# Silene astrachanica
Silene astrachanica är en nejlikväxtart som först beskrevs av Józef Konrad Paczoski, och fick sitt nu gällande namn av A.L. Takhtadzhyan. Silene astrachanica ingår i släktet glimmar, och familjen nejlikväxter. Inga underarter finns listade i Catalogue of Life.